# Церковь Илии Пророка (Кашин)
Церковь Илии Пророка (носила следующие обиходные названия: Ильинско-Преображенская церковь; Ильинская церковь; Ильи Пророка церковь; Пророко-Ильинская церковь) — недействующий православный храм в городе Кашин, Тверской области.
Деревянный храм существовал ещё в XVI веке, однако в камне его отстроили лишь в промежуток 1775—1778 годов. У церкви пять глав (куполов) построена из кирпича. Также имеется небольшая трапезная и колокольня, построенная в стиле классицизма. Вверху помещался Преображенский престол, внизу Ильинский.
Закрыта не позже 1930-х, колокольня сломана. Отреставрирована в 1980-х без восстановления колокольни, занята реставрационными мастерскими.